# Ben Macdui
Ben Macdui (in gaelico scozzese Beinn Mac Duibh) è il nome della seconda montagna più elevata del Regno Unito (la prima è il Ben Nevis).

## Geografia
Situato nella parte orientale della regione delle Highland scozzesi nel versante meridionale della catena montuosa Cairngorm il Ben Macdui raggiunge un'altitudine di 1.309 m s.l.m.

## Storia
Secondo la leggenda il Ben Macdui è la patria del Am Fear Liath Mòr chiamato in inglese The Grey Man, una creatura leggendaria assimilabile allo Yeti.